# Symfonie nr. 4 (Parry)
Charles Hubert Parry componeerde zijn Symfonie nr. 4 in e mineur gedurende 1888 en 1889.

## Geschiedenis
Parry schreef zijn derde en vierde symfonie in dezelfde periode. Zijn derde symfonie werd na haar eerste uitvoering een van de populairste Engelse symfonieën. De vierde heeft onder die populariteit geleden. Voorts was Parry in 1889 na de première op 1 juli 1889 niet geheel tevreden over het werk. Hij bleef uiteindelijk tot 1910 aan het werk sleutelen, maar het was tevergeefs. De vierde kreeg verder geen uitvoeringen meer. Dat was deels terug te voeren op de ontevredenheid van de componist, maar ook op het feit dat de muziek van Parry te lijden kreeg onder het succes van bijvoorbeeld muziek van Edward Elgar, Ralph Vaughan Williams en Gustav Holst. Die laatste twee waren nota bene leerlingen van Parry. Zij wezen het publiek nog op het feit zonder Parry geen Vaughan Williams of Holst, maar het mocht niet baten. Ook Elgar is schatplichtig aan Parry, gelet op het soms uiterst statig deel een van de symfonie, dat statige zou later een van de kenmerken worden in Elgars muziek. Later volgde een kleine rehabilitatie van Parrys muziek, maar met de vierde kwam het niet meer goed. Deze symfonie is opgedragen aan de dirigent Hans Richter, die premières verzorgde van meer symfonieën van Parry.

## Muziek
De symfonie is gecomponeerd in de traditionele vierdelige opzet:
1. Con fuoco (circa 16 minuten)
2. Molto Adagio (8)
3. Allegretto (8)
4. Spirituoso (9)

Deel een is geschreven in de stijl van de sonate met een knipoog naar het rondo. Het staat grotendeels genoteerd in de driekwartsmaat. Dit is normaliter de maatsoort van de wals, maar is hier onherkenbaar gemaakt. Het deel wiegt, als een schip op een kalme zee. Parry was notoir zeiler en dat is hier goed te horen. Ook deel twee komt in de sonatevorm en grijpt terug op pianomuziek van Frédéric Chopin en Franz Liszt. In deel drie zijn er weer andere invloeden; de muzikale invloed van Georg Friedrich Händel komt voorbij. Deel vier is de uitwerking van het geheel en er zijn dan ook sporen van deel een in de afsluiting. Het geheel wordt beëindigd met een dalende notenreeks in de hoorn leidende naar de slotnoot.

## Orkestratie
In de loop der tijden zijn veel werken van Parry uitgegeven, maar deze is in de la blijven liggen. De vaste uitgever Chester Novello van de componist heeft hem niet opgenomen in haar bestand. Gezien de behoudendheid van de componist zal het orkest er traditioneel hebben uitgezien:
- 2 dwarsfluiten, 2 hobo's, 2 klarinetten en 2 fagotten;
- 4 hoorns, 2 à 3 trompetten, 3 trombones, wellicht een tuba
- pauken; geen percussie, harp of piano
- violen, altviolen, celli en contrabassen.

## Discografie
- Uitgave Chandos ; London Philharmonic o.l.v. Matthias Bamert (tevens bron); een opname uit 1990